# Vitali Kutuzov
Vitali Kutuzov (belarús: Віталь Кутузаў)  (Pinsk, 20 de març de 1980) és un exfutbolista belarús de la dècada de 2000.
Fou 53 cops internacional amb la selecció de Belarús.
Pel que fa a clubs, defensà els colors de BATE Borisov, AC Milan, Sporting Lisboa, U.C. Sampdoria, FC Parma, Pisa Calcio i A.S. Bari.